# Honfleur
Honfleur er en fransk kommune beliggende på den venstre bred af Seinens udløb til den engelske kanal i departementet Calvados.
Indbyggerne i byen kaldes Honfleurais og dem er der 8.125 af.
Byen er kendt for sin pittoreske gamle havn, der er karakteriseret ved husenes skiferbeklædte gavle. Og det faktum at flere kunstnere i tidens løb har fundet motiver i byen, heriblandt Gustave Courbet, Eugène Boudin, Claude Monet og Johan Barthold Jongkind, som sammen dannede Honfleurskolen, der var en forløber for impressionismen.